# Danh sách phim điện ảnh Hàn Quốc năm 1961
Danh sách phim sản xuất tại Hàn Quốc năm 1961:
| 1961                         |               |                        |               |                                                    |
| A Flower of Evil             | Lee Yong-min  |                        |               |                                                    |
| Chunhyang-jeon               | Hong Seong-ki |                        |               |                                                    |
| A Darkness at Noon           |               |                        |               |                                                    |
| The Coachman                 | Kang Dae-jin  | Kim Seung-ho           |               | Đề cử vào Liên hoan phim quốc tế Berlin lần thứ 11 |
| The Evergreen                | Shin Sang-ok  |                        |               |                                                    |
| Five Marines                 | Kim Ki-duk    |                        |               |                                                    |
| Father                       |               |                        |               |                                                    |
| Foolish Chil-seong           |               |                        |               |                                                    |
| The Fool and the Princess    |               |                        |               |                                                    |
| The Houseguest and My Mother | Shin Sang-ok  |                        |               |                                                    |
| Jang Hee-bin                 | Shin Sang-ok  |                        |               |                                                    |
| The Sea Knows                | Kim Ki-young  | Kim Wun-Ha Gong Midori |               |                                                    |
| Seong Chunhyang              | Shin Sang-ok  |                        |               |                                                    |
| Prince Yeonsan               | Shin Sang-ok  | Shin Yeong-gyun        | Phim cổ trang | Phim xuất sắc nhất tại Grand Bell Awards           |